# عيسى الجودر
عيسى عبد الله الجودر (1937 - 24 سبتمبر 2011) رجل دين سني وناشط سياسي وطني في البحرين. كان نائب الأمين العام لحركة حق. كان أحد الموقعين على التماس عام 1992 والتماس عام 1994 داعيا الأمير إلى إعادة سلطة المجلس الوطني المنتخب لعام 1973 (المنحل بموجب مرسوم أميري في عام 1975). اعتقل لفترة وجيزة من قبل الحكومة خلال عقد 1990 أثناء الانتفاضة التسعينية. وكان قد اعتقل لنشاطه السياسي في أعوام 1957 و1963 و1968.
توفي في يوم السبت الموافق 24 سبتمبر 2011 عن عمر ناهز 74 سنة ودفن في مقبرة قلالي.